# Peter Zierau
Peter Zierau (* 25. Februar 1950 in Magdeburg) war Fußballspieler in der DDR. Er spielte für den FC Vorwärts Frankfurt (Oder) in der Oberliga, der höchsten DDR-Fußballklasse.
Nachdem Zierau bereits mit acht Jahren beim SC Aufbau Magdeburg unter Trainer Ernst Kümmel mit dem organisierten Fußballspiel begonnen hatte, gewann er bereits 1966 seinen ersten Titel im Fußballsport, als er mit dem Nachfolgeklub 1. FC Magdeburg DDR-Jugendmeister wurde. Nach Abschluss seiner Schulausbildung absolvierte er eine Lehre zum Rohrschlosser. Als er für den Männerbereich spielberechtigt geworden war, wechselte Zierau zur Saison 1968/69 zum Lokalrivalen Turbine Magdeburg, wo er als Mittelstürmer in der drittklassigen Bezirksliga spielte. Im Mai 1969 wurde er zum Militärdienst eingezogen, konnte aber bei der Armeesportgemeinschaft Vorwärts Stralsund in der zweitklassigen DDR-Liga weiter Fußball spielen. In der Saison 1970/71 wurde er mit 15 Treffern Torschützenkönig der DDR-Liga-Nordstaffel und war mit 26 Einsätzen bei insgesamt 30 Punktspielen maßgeblich am Aufstieg der Stralsunder in die Oberliga beteiligt.
Da Vorwärts Stralsund Ausbildungsgemeinschaft für den Armeeschwerpunktklub FC Vorwärts Frankfurt war, wurde Zierau zu Beginn der Spielzeit 1971/72 zum Oberligisten nach Frankfurt (Oder) delegiert. Dort wurde er zunächst in der in der DDR-Liga spielenden zweiten Mannschaft eingesetzt, ehe er am 28. November 1971 zu seinem ersten Oberligaeinsatz kam. In der Begegnung des 8. Spieltages FCV – Hansa Rostock (1:0) spielte er Mittelstürmer und erzielte auch gleich das Siegtor. Während der gesamten Saison kam der großgewachsene Zierau insgesamt in 14 Oberligaspielen zum Einsatz, in denen er vier Tore erzielte. Er war zunächst Mittelstürmer oder Linksaußen, in den letzten vier Saisonspielen stand er in der Abwehr. In der Saison 1972/73 spielte er nur am 3., 6. und 8. Spieltag in der Oberliga, und in der Klubleitung wurden später Überlegungen angestellt, Zierau an eine DDR-Liga-Mannschaft der Armeesportvereinigung abzugeben. Nach einem Jahr Abwesenheit von der Oberliga kam er jedoch vom 12. Spieltag der Saison 1973/74 wieder in der ersten Mannschaft des FCV zum Einsatz und absolvierte danach alle restlichen Oberligapunktspiele. Sein Comeback krönte er mit zehn Toren, mit denen er Torschützenkönig der Mannschaft wurde.
Anfang 1974 war Zierau in das Visier des DDR-Staatssicherheitsdienstes geraten, nachdem Kontakte nach West-Berlin ermittelt worden waren. Nach monatelanger Bespitzelung wurde im Juli die Armeeführung informiert, die Zierau daraufhin wegen der unerlaubten Westkontakte zum 31. August 1974 aus dem Armeedienst entließ. Damit war zugleich die Entlassung aus dem Armeeklub verbunden, der DDR-Fußballverband sprach zusätzlich eine lebenslange Oberligasperre aus. Die Öffentlichkeit wurde über den Vorgang nicht informiert, sein Abgang beim FCV wurde von der Sportpresse kommentarlos und ohne Angabe der neuen Mannschaft gemeldet.
Tatsächlich wechselte Zierau im September 1974 zum DDR-Ligisten Stahl Eisenhüttenstadt, bekannt als Sammelbecken für in Schwierigkeiten geratene Spieler. Dort blieb er für drei Spielzeiten und wurde 1976 mit 14 Treffern bester Torschütze der Stahl-Mannschaft. Zur Saison 1977/78 schloss sich Zierau dem DDR-Ligisten Energie Cottbus an. Dort bewies er 1978/79 und 1979/80 wieder seine Torjägerqualitäten, als er mit 17 bzw. 19 Treffern wie schon 1971 erneut Torschützenkönig seiner Ligastaffel wurde. Nachdem Cottbus 1980 noch in der Aufstiegsrunde zur Oberliga gescheitert war, gelang 1981 der Aufstieg in die Erstklassigkeit. Zierau hatte mit 26 Punkt- und Aufstiegsspielen sowie 13 Toren erheblich zu diesem Erfolg beigetragen, kam aber nicht in dessen Genuss, weil er wegen seiner Sperre nicht an den Oberligaspielen teilnehmen konnte. In der Saisonvorschau der Sportzeitung Deutsches Sportecho hieß es daher „Abgänge: Peter Zierau (leistungssportliche Laufbahn beendet)“. Der zu diesem Zeitpunkt 31-Jährige hatte für Energie Cottbus in 112 Spielen 64 Tore erzielt. Anschließend war er für einige Jahre als Übungsleiter im Nachwuchsbereich der Cottbuser tätig.